# Sebastapistes cyanostigma
Sebastapistes cyanostigma és una espècie de peix pertanyent a la família dels escorpènids.

## Descripció
- Fa 10 cm de llargària màxima (normalment, en fa 6,4).
- Té taques blanques i grogues al cos.
- No presenta franges fosques a la part inferior del cap.[3][4][5]

## Hàbitat
És un peix marí, associat als esculls de corall i de clima tropical (30°N-25°S) que viu entre 2-30 m de fondària (normalment, entre 2 i 15).

## Distribució geogràfica
Es troba des del mar Roig fins a Port Alfred (Sud-àfrica), les illes de la Línia, les illes Ryukyu, Samoa i Austràlia.

## Costums
Comparteix el seu hàbitat amb coralls del gènere Pocillopora, Millepora i Styllophora.

## Observacions
És verinós per als humans.